# Park Narodowy Prokletije
Park Narodowy Prokletije (co po serbsku znaczy „przeklęte”) znajduje się w Czarnogórze i zajmuje 16 630 ha. Utworzony 4 czerwca 2009 r. W jego skład wchodzą dwa ścisłe rezerwaty: Jezioro Hrid (1,052 ha) i Volušnica (6,252 ha). Park obejmuje część pasma Gór Północnoalbańskich na granicy czarnogórsko-albańskiej. Chroni krajobraz wysokogórski z elementami górskiej rzeźby polodowcowej: głębokimi dolinami, cyrkami polodowcowymi i polodowcowymi jeziorami górskimi. Na jego terenie położony jest najwyższy szczyt Czarnogóry – Zla Kolata (2534 m n.p.m.). Krajobraz urozmaica 6 jezior polodowcowych, spośród których najbardziej znanymi są: Hridsko, Plavsko i Visitorsko. Pod względem flory jest to jeden z najbogatszych fragmentów Półwyspu Bałkańskiego. Flora Parku liczy ponad 2000 gatunków roślin, w tym aż 245 endemitów bałkańskich. Występuje tu 180 gatunków motyli, co sprawia, że Park jest uważany za najbogatsze w motyle miejsce w Europie.

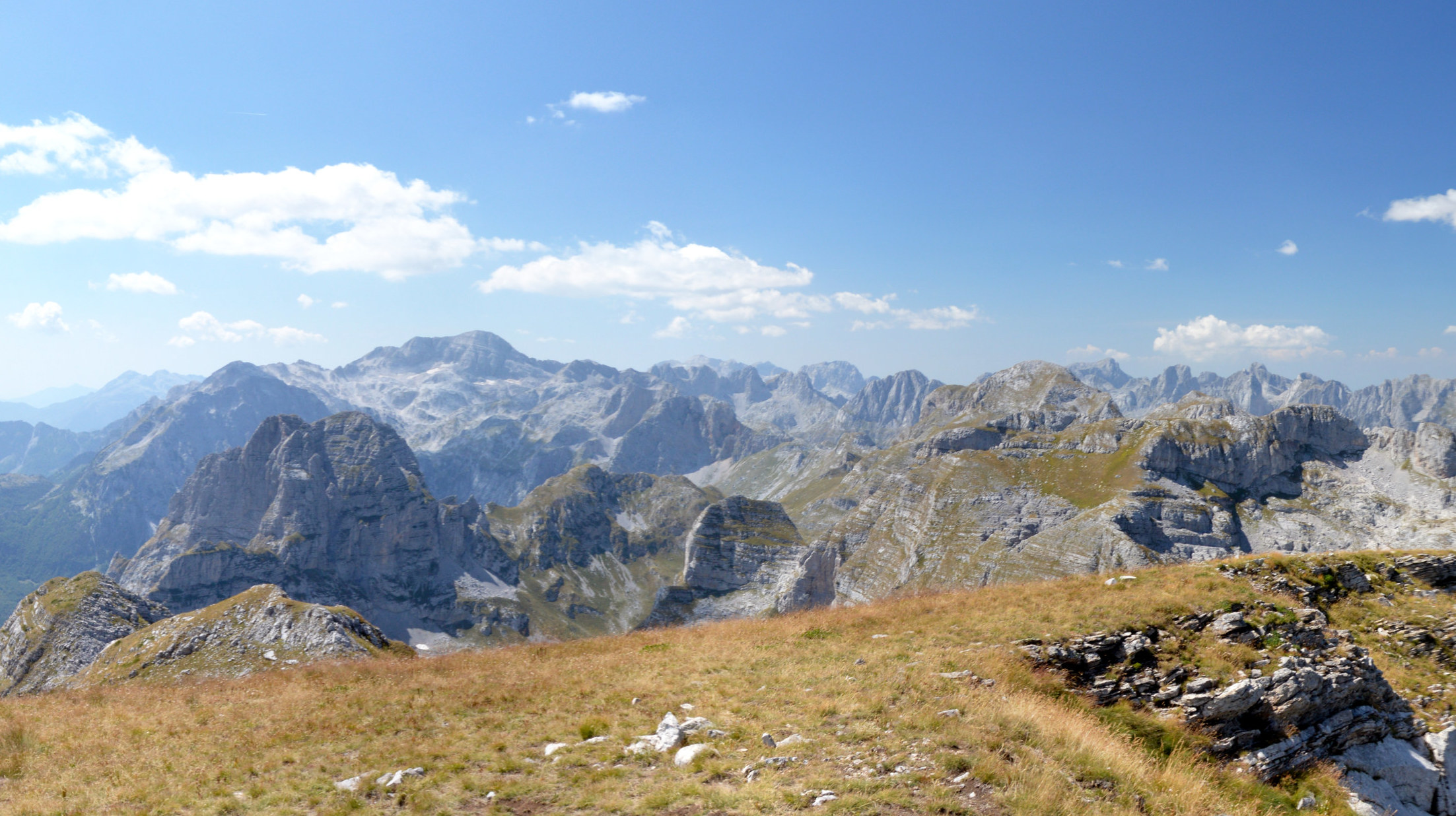
Widok na szczyt Zla Kolata z Jezerca i Rosni Vrh
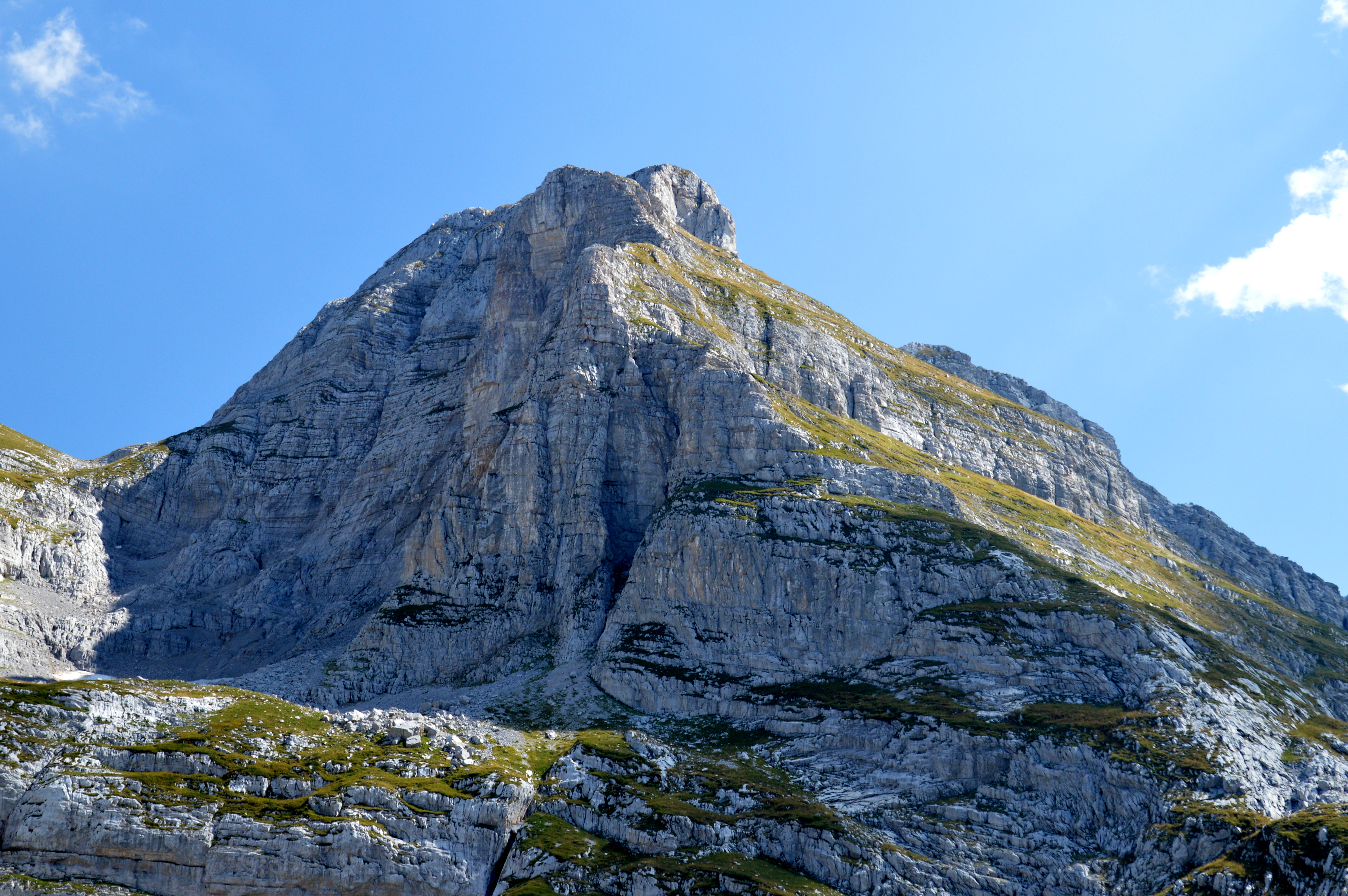
Zla Kolata
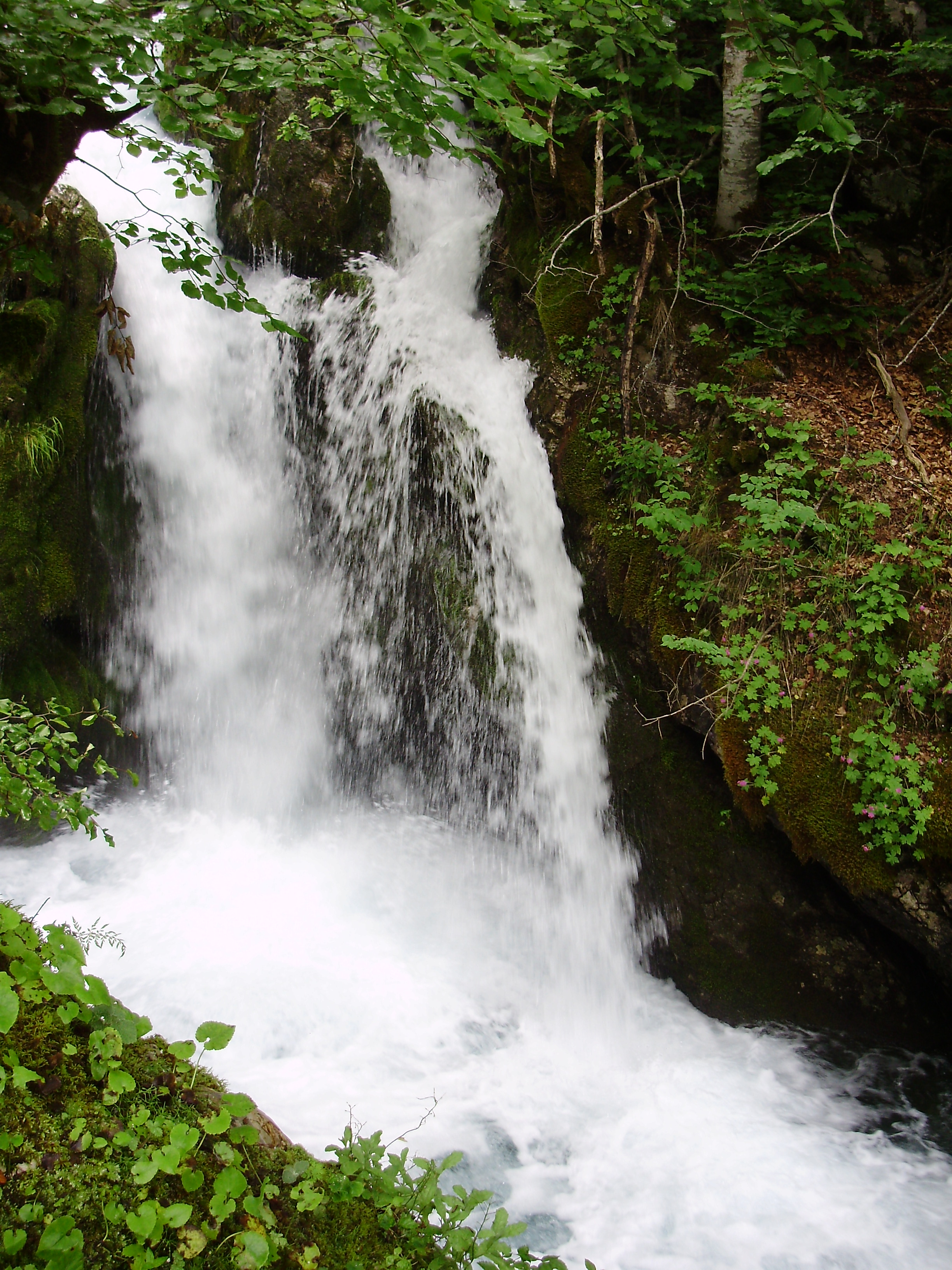
Źródło Savino oko
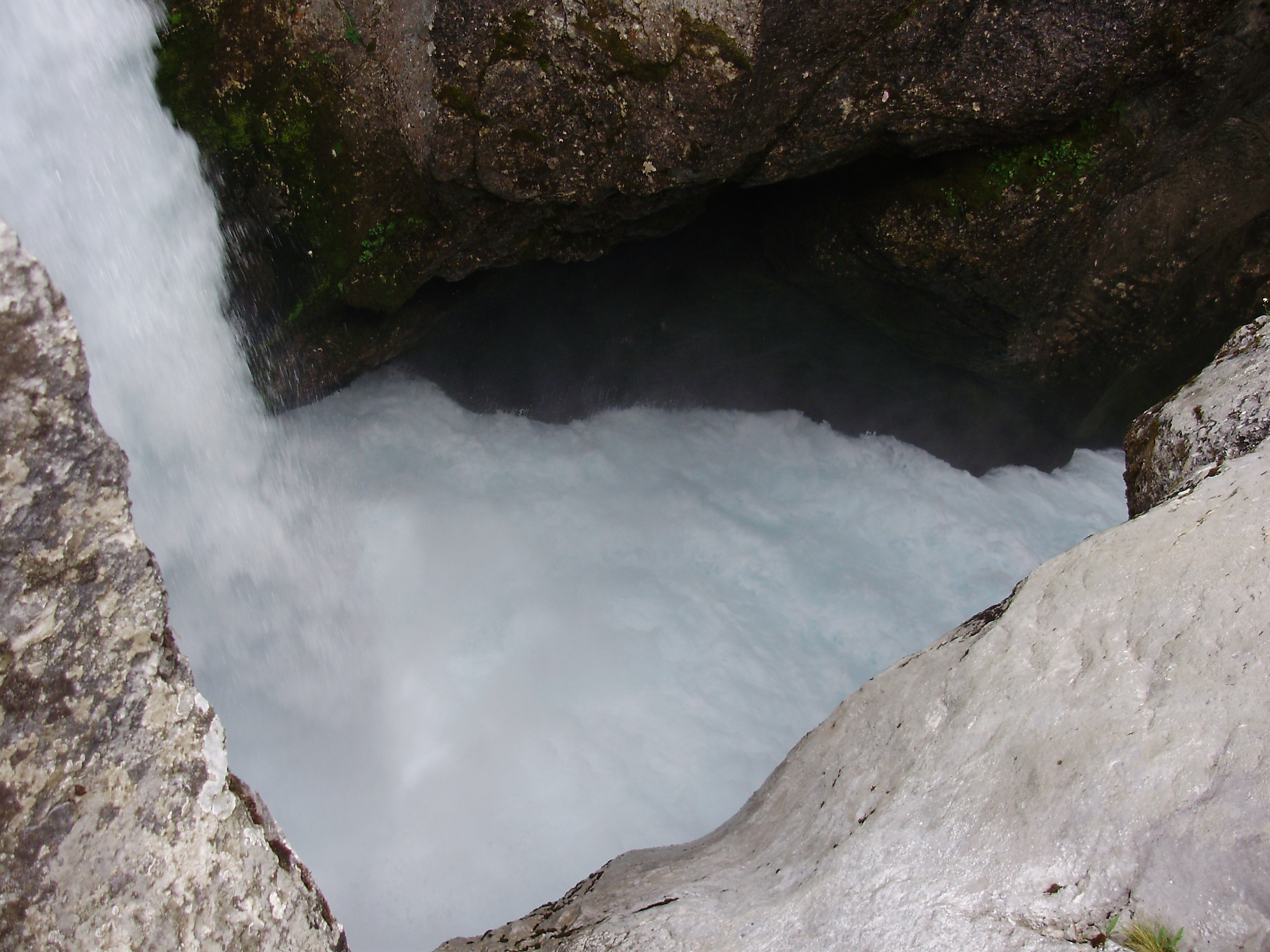
Przepaść Skakavac
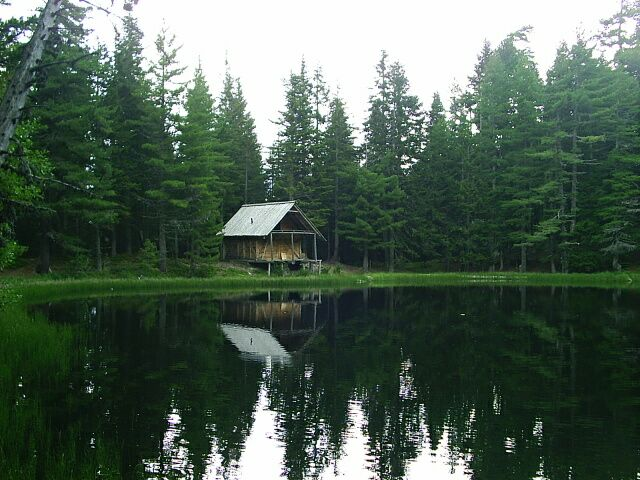
Visitorsko ezioro